# アレクサンダー大塚
アレクサンダー大塚（アレクサンダーおおつか、1971年7月17日 - ）は、日本のプロレスラー、総合格闘家。本名：大塚 崇（おおつか たかし）。リングネームは大塚が尊敬するアレクサンダー・カレリンが由来。

## 経歴
徳島県立徳島東工業高等学校（のちの徳島県立徳島科学技術高等学校）でレスリング部に在籍していた。レスリング部の先輩には新崎人生がいる。
1995年8月18日、プロフェッショナルレスリング藤原組の対米山聡（のちのモハメド・ヨネ）戦でデビュー。
1996年、格闘探偵団バトラーツを設立と共に同団体所属になった。
バトラーツ時代はヨネとの「ラブ・ウォリアーズ」で活躍。
1998年から総合格闘技へも参戦を開始。PRIDE.4での総合格闘技デビュー戦で、マルコ・ファスをハーフガードポジション上からのパウンドの繰り返しで流血させて戦意喪失に追い込み、TKO勝利を収め一躍名声を高めた。
1999年にはUFOに参戦し、佐山サトル（タイガーマスク）に2連勝（素顔・タイガーマスク1勝ずつ）するなど、益々飛躍した。
2001年にプロレス団体ZERO-ONE旗揚げ戦にも出場し（相手はNO FEAR｛高山善廣、大森隆男組｝でパートナーは高岩竜一）、その後真撃シリーズにも参加する。しかし、同団体の旗揚げ第2戦でデビュー半年程度の杉浦貴とのシングルマッチで勝利こそ収めたものの試合内容で圧倒され、評価を落とす結果となった。また、不甲斐ない（業界用語として「しょっぱい」）試合を見せた大塚に対し、橋本真也がマイクで「おいっ。アレク（大塚のこと）なんてこんなもんか。もっとしっかりしろ」と鼓舞激励された。2003年の火祭りにも出場。
プロレスラーとしての活動も継続しており、2005年10月9日からみちのくプロレスでは男盛（おとこさかり）としても活動している。全日本プロレスにも参戦。
2011年12月25日にのACCELにてボブ・サップと対戦。久々の総合格闘技復帰戦となった。
2017年8月13日、元アイドル歌手で同郷の田中陽子との結婚を発表。

## 戦績
| 総合格闘技 戦績 | 総合格闘技 戦績 | 総合格闘技 戦績 | 総合格闘技 戦績 | 総合格闘技 戦績 | 総合格闘技 戦績 | 総合格闘技 戦績 |
| --------------- | --------------- | --------------- | --------------- | --------------- | --------------- | --------------- |
| 18 試合         | (T)KO           | 一本            | 判定            | その他          | 引き分け        | 無効試合        |
| 5 勝            | 1               | 2               | 1               | 1               | 0               | 0               |
| 13 敗           | 6               | 2               | 4               | 0               | 0               | 0               |

| 勝敗 | 対戦相手                             | 試合結果                         | 大会名                                      | 開催年月日     |
| ×    | ムリーロ・ニンジャ                   | 1R 5:25 肩固め                   | PRIDE.27 TRIUMPHAL RETURN                   | 2004年2月1日   |
| ○    | 山本喧一                             | 3R（10分/5分/5分）終了 判定3-0   | PRIDE.25                                    | 2003年3月16日  |
| ×    | 山本宜久                             | 2R終了時 TKO（ドクターストップ） | PRIDE.24                                    | 2002年12月23日 |
| ×    | アンデウソン・シウバ                 | 3R（10分/5分/5分）終了 判定0-3   | PRIDE.22                                    | 2002年9月29日  |
| ×    | 菊田早苗                             | 3R（10分/5分/5分）終了 判定0-3   | PRIDE.20                                    | 2002年4月28日  |
| ×    | ヴァンダレイ・シウバ                 | 3R 2:22 TKO（ドクターストップ）  | PRIDE.18                                    | 2001年12月23日 |
| ×    | クイントン・"ランペイジ"・ジャクソン | 2R終了時 TKO（ドクターストップ） | バトラーツ〜格闘ロマン2001 YUKI BOM-BA-YA〜 | 2001年10月14日 |
| ×    | ガイ・メッツァー                     | 2R 1:57 TKO（ドクターストップ）  | KOTC 7: Wet and Wild                        | 2001年2月24日  |
| ×    | ガイ・メッツァー                     | 1R 1:54 KO（右フック→パウンド）  | PRIDE.12                                    | 2000年12月23日 |
| ○    | マイク・ボーク                       | 1R 0:28 ダブルアームバー         | PRIDE.11                                    | 2000年10月31日 |
| ×    | ケン・シャムロック                   | 1R 9:43 TKO（左フック→パウンド） | PRIDE GRANDPRIX 2000 決勝戦                 | 2000年5月21日  |
| ×    | イゴール・ボブチャンチン             | 15分1R終了 判定0-3               | PRIDE GRANDPRIX 2000 開幕戦                 | 2000年1月30日  |
| ×    | ヘンゾ・グレイシー                   | 10分2R終了 判定0-5               | PRIDE.8                                     | 1999年11月21日 |
| ×    | 高田延彦                             | 2R 1:32 スリーパーホールド       | PRIDE.7                                     | 1999年9月12日  |
| ○    | マルコ・ファス                       | 2R終了時 TKO（タオル投入）       | PRIDE.4                                     | 1998年10月11日 |
| ○    | 坂田亘                               | 30分終了 ポイント判定            | RINGS Battle Genesis Vol.3                  | 1998年3月3日   |
| ○    | クリストファー・ヘイズマン           | 18:10 KO                         | RINGS Battle Genesis Vol.2                  | 1997年10月14日 |
| ×    | クリストファー・ヘイズマン           | 7:03 TKO（カット）               | RINGS FIGHTING EXTENSION 1997 Vol.2         | 1997年4月22日  |
| ×    | イーゲン井上                         | 1R 0:55 腕ひしぎ十字固め         | ザ・トーナメント・オブ・J'95 【1回戦】      | 1995年10月13日 |

## 得意技
アレクサンダー大塚
- ドラゴンスープレックス
- ジャーマンスープレックス
- アレクハンドロック
- オーツカリーナ
- うず潮スイング
- ASD

男盛
- 固め盛り
- 舞い盛り
- もろ出し

相手から技を仕掛けられて大股開き状態になり、ふんどしからハミ出すギリギリでレフェリーストップまたはセコンドのタオル投入などにより、自身が負けてしまう。

## 合体技
アレクサンダー大塚
- 眉山

高校時代の先輩である新崎人生とタッグを組んだ時に1度だけ披露した技。相手の背後に大塚が大塚の背後に人生が、それぞれ回り込み、大塚が相手の腰を人生が大塚の腰を両手で抱え込み、相手の体を軽く宙に持ち上げた大塚の体を人生がジャーマン・スープレックスの要領で相手ごと後方へと反り投げて大塚が抱えている相手の背中をジャーマンスープレックスで叩きつける。技名は大塚の地元徳島県徳島市にある山「眉山」が由来。

## 入場曲
アレクサンダー大塚
- "AO"corner（青西高嗣）

男盛
- Europa（サンタナ）

## タイトル歴
アレクサンダー大塚
- ヤングジェネレーションバトル優勝
- レジェンド王座
- プロレス大賞（話題賞）

男盛
- 金のふんどし王座

## エピソード
- 『めちゃ×2イケてるッ!』内のコーナー「只今参上 色とり忍者」に桃ハゲとして出演中ではないかと同コーナー内で加藤浩次は語っている。そして内山信二に「プロレスラー崩れでしょ」と言われて逆に「後楽園ホールでやるか（後楽園ホールはプロレスの聖地と言われている）」と言っている。
- 小さい頃は第2期ウルトラシリーズ、小学校3年生のころは『ウルトラマン80』を見ていた。その後、大塚は『ウルトラマンマックス』第19話にターラ星人役でウルトラシリーズに出演している。
- AV女優の吉沢明歩のファンであることを公言している。『おねがい!マスカット』のスカットテレフォン第19回で吉沢からそのことについて電話されて、あっさり吉沢のファンであることを認めた。
  - 同じく同作の第39回で有吉弘行がスタジオに乗り込み共演者を殴りとばしスタジオが騒然となった際は後述のテーマ曲が流れて現れた。どこで知ったのかは不明だが「吉沢を助けるためにかけつけた」とのこと。暴れる有吉の攻撃をものともせず逆にジャイアントスイング→コブラツイスト→張り手のコンボ技を決め有吉を成敗。
  - ラストにご褒美として「ギャラ」か「吉沢のキス」かを選ぶことになり、「吉沢のキス」を選んで頭にキスをされとても喜んでいた。前日に髪の毛を剃ってきたばかりとのことで大久保佳代子から「エロ坊主みたい」と比喩されたため、大久保を睨みつけ一触即発の状況になったが吉沢に諭され落ち着いた。
- 過去には、その外見とファイトスタイルから「ポスト武藤」との呼び声も高かった時もある。
- ゲイ雑誌のグラビアの仕事をこなしたことがある。当初、バトラーツ道場を借りてモデル撮影する際に、編集者が道場にいた大塚を観て「いい逸材が いるじゃない」とスカウトしたことがきっかけ。
- 大阪プロレスの松山勘十郎と「真・日本男児七番勝負」としてカベジェラ・コントラ・カベジェラを行ったが当の男盛には髪の毛が無いので代わりに陰毛が賭けられた。結果は4勝3敗で松山が勝利。観客が呆気にとられる中に断髪式ならぬ断毛式で決着が付いた。
- プロレス界トップクラスのディズニー好きで南野タケシや矢野啓太を連れてディズニーランドによく行っている。自身のTwitterではほとんどの内容がディズニー関連であるほか年間フリーパスも所有しているほどである。
- 過去に東京都足立区に居酒屋「男盛」を経営していた。約1年間ほどで閉店したとのこと（後援者との共同経営）。

## メディア出演

### TBS系列
- 愛していると言ってくれ（第6話：水野 紘子（みずの ひろこ）〈常盤貴子〉の隣の住人役）
- オールスター感謝祭
- ウルトラマンマックス（第19話：空間移動宇宙人ターラ星人役）
- ガチバカ!（第2話：警備員役）
- KAT-TUNの世界一ダメな夜!（ロックじゃないとダメな飯企画、ロックの番人役）

### フジテレビ系列
- 今田耕司のシブヤ系うらりんご（毎週金曜日：ヘラクレス役）
- エンタメゆうえんち 東京移住計画
- UN FACTORY カボスケ
- ドリフ大爆笑（雷様コント内、レスラー役<ブラック・タイガーのマスク>）
- BANG! BANG! BANG!（BOZU役）
- 剛力王（大会出場）
- 笑っていいとも!
- SMAP×SMAP（関西テレビ共同制作）
- ワンナイR&R（ゲスト出演・インストラクター役、茶坊主アレク役）
- めちゃ×2イケてるッ!（色取り忍者＝ハゲの軍団・桃ハゲ）
- とんねるずのみなさんのおかげでした（前略、道の駅より ＝ 2013.03.28放送回のバットマン男盛）

### 日本テレビ系列
- ものまねバトル（審査員）
- ダウンタウンのガキの使いやあらへんで!!（24時間鬼ごっこ・頭突き役）
- 吉本ばかな
- 有吉反省会（強面なのにディズニーが大好きということを反省）

### テレビ朝日系列
- リングの魂
- トゥナイト2
- 極楽とんぼのとび蹴りゴッデス
- 極楽とんぼのバスコーンだろ!!
- 極楽とんぼのバスコーンつってんだろ!!
- 内村プロデュース
- アドレな!ガレッジ

### テレビ東京系列
- 浅草橋ヤング洋品店
- 番宣太郎
- おねがい!マスカット（テレビ大阪） - 第19回のスカットテレフォン・第39回
- ピエール靖子（テレビ大阪）
- DIVA（テレビ大阪）

### NHK
- おーい、ニッポン（NHK-BS2） - 茨城編リポーター（ 中島史恵と共演）
- 新・真夜中の王国（NHK-BS2）
- ズッコケ三人組（NHK教育テレビ）
- 風と雲と虹と（NHK大河ドラマ）

### 映画
- 殴者（2005年） - 本人役
- 龍が如く 劇場版 - ヤクザ役
- デコトラの鷲〜其の四〜愛と涙の男鹿半島 - ハゲのヤクザ役
- 喰いしん坊!〜大食い敵対編〜3 - 悪食三兄弟・次男役
- やるっきゃ騎士（2015年） - 嵐鉄美役